# Norbert Zawisza
Norbert Zawisza (ur. 1940 w Warszawie) – polski historyk sztuki, muzealnik i wykładowca, menadżer kultury. W latach 1981–2013 dyrektor Centralnego Muzeum Włókiennictwa w Łodzi.

## Życiorys
Absolwent studiów z historii sztuki na Uniwersytecie Warszawskim. Jednocześnie podczas studiów w latach 1961–1969 pracował w Muzeum Adama Mickiewicza w Warszawie (obecnie Muzeum Literatury im. A. Mickiewicza). W 1969 przeprowadził się do Łodzi gdzie rozpoczął pracę w łódzkim oddziale Stowarzyszenia Historyków Sztuki. Jednocześnie od 1971 zaczął wykładać historię sztuki w Akademii Sztuk Pięknych w Łodzi, z czasem wykładał także historię tkaniny i historię kostiumu. W 1981 został powołany na stanowisko dyrektora Centralnego Muzeum Włókiennictwa. Pod jego dyrekcją muzeum ugruntowało swoją pozycję w muzealnictwie polskim i europejskim, jednocześnie stało się muzeum z największą w Polsce kolekcją tkanin artystycznych. Jest jednym z założycieli European Textile Network, międzynarodowego stowarzyszenia skupiającego ludzi zainteresowanych tkaniną. Muzeum zawdzięcza mu także ugruntowanie pozycji Międzynarodowego Triennale Tkaniny, najstarszej i najważniejszej międzynarodowej imprezy promującej tkaninę współczesną. Funkcję dyrektora pełnił do kwietnia 2013 kiedy to złożył rezygnację, na znak protestu przeciwko niedofinansowaniu placówki i Międzynarodowego Triennale Tkaniny. Rezygnacja Zawiszy poskutkowała reakcją środowisk artystycznych, blisko 400 ludzi kultury z całego świata podpisało się pod listem do prezydent Łodzi Hanny Zdanowskiej o zwiększenie dotacji celowej na 14. Triennale.

## Publikacje
- Współczesna tkanina w Polsce : lektury, listy, rozmowy = The contemporary Polish textile art : readings, letters and conversation, Warszawa : Mazowiecki Instytut Kultury, 2017, ISBN 978-83-63427-63-4[4].

## Odznaczenia i nagrody
- Krzyż Kawalerski Orderu Odrodzenia Polski[5] (2014)
- Srebrny Medal „Zasłużony Kulturze Gloria Artis” (2010)
- Brązowy Medal „Zasłużony Kulturze Gloria Artis”[6] (2005)
- Honorowe odznaczenie ASP Amicus Academiae[7] (2012)